# Gare de Saint-Cyr
Pour les articles homonymes, voir Gare de Saint-Cyr (homonymie).
Ne doit pas être confondu avec Gare de Saint-Cyr-Grande-Ceinture.
La gare de Saint-Cyr est une gare ferroviaire française des lignes de Paris-Montparnasse à Brest et de Saint-Cyr à Surdon, située sur les territoires des communes de Saint-Cyr-l'École et de Versailles, dans le département des Yvelines, en région Île-de-France.
C'est une gare de la Société nationale des chemins de fer français (SNCF), desservie par les trains de la ligne N du Transilien (réseau Paris-Montparnasse), par les trains de la ligne U du Transilien (ligne La Défense – La Verrière) et par les trains de la ligne C du RER.

## Situation ferroviaire
Gare de bifurcation, elle est située au point kilométrique (PK) 21,448 de la ligne de Paris-Montparnasse à Brest, entre les gares de Versailles-Chantiers et de Saint-Quentin-en-Yvelines - Montigny-le-Bretonneux.
Elle est également l'origine de la ligne de Saint-Cyr à Surdon. La première gare après Saint-Cyr est la gare de Fontenay-le-Fleury.
Son emplacement est situé à moins de 500 mètres de la gare de Saint-Cyr-Grande-Ceinture, fermée au trafic voyageurs depuis 1936.
Son altitude est de 159 m.

## Histoire
Le tronçon entre la gare de Versailles-Chantiers et la gare de Chartres est mis en service le 12 juillet 1849.
En 2022, selon les estimations de la SNCF, la fréquentation annuelle de la gare est de 3 907 455 voyageurs contre 5 152 121 en 2015.

### Restructuration à l'ouverture de la ligne T13
Depuis le 6 juillet 2022, la gare est en correspondance avec la ligne T13 dont elle est le terminus sud.
En lien direct avec la gare RER de Saint-Cyr, la station Saint-Cyr RER est dotée d’un quai situé au même niveau que l’entrée de la gare actuelle, facilitant la correspondance piétonne. Une consigne Véligo est installée à proximité de la station, les voyageurs pourront ainsi déposer et récupérer leurs vélos à quelques pas du quai.
La station, tout comme la Virgule de Saint-Cyr, se trouvant dans l’axe visuel du château de Versailles, un important travail a été mené avec l’Architecte des Bâtiments de France. Plusieurs merlons sont réalisés le long des voies afin de masquer le tracé de la ligne et un traitement végétal est prévu tout au long de la Virgule. Grâce à ces aménagements, l’impact visuel depuis le château de Versailles sera quasi inexistant.

## Service des voyageurs

### Accueil
Gare SNCF, elle dispose d'un bâtiment voyageurs avec guichet, d'automates Transilien et du système d'information sur les circulations des trains en temps réel et de boucles magnétiques pour personnes malentendantes.
Elle est équipée de deux quais centraux et de deux quais latéraux encadrant six voies. Le changement de quai se fait par un passage souterrain. Chacun des quais nécessitant l'usage d'un escalier, cette gare est difficilement accessible aux personnes à mobilité réduite.
La station dédiée à la ligne de tramway T13 est située à l'est du bâtiment voyageurs, au bout de la « virgule de Saint-Cyr » qui se débranche depuis la Grande ceinture ; la station est constituée d'un quai central équipé d'abris, d'automates et de systèmes d'information aux voyageurs, encadrant les deux voies en cul-de-sac.

### Dessertes
En 2012, la gare est desservie par :
- des trains de la ligne N du Transilien (branche Paris - Rambouillet / Paris - Plaisir - Mantes-la-Jolie), à raison[6] d'un train toutes les 15 minutes, sauf aux heures de pointe où la fréquence est de huit trains par heure. Le temps de trajet est d'environ 32 minutes depuis Rambouillet, 41 minutes depuis Mantes-la-Jolie, 14 minutes depuis Plaisir - Grignon et de 20 minutes à 30 minutes depuis Paris-Montparnasse ;

- des trains de la ligne U du Transilien, à raison[7] d'un train toutes les 30 minutes, sauf aux heures de pointe où la fréquence est d'un train toutes les 15 minutes. Le temps de trajet est d'environ 11 minutes depuis La Verrière et 24 minutes depuis La Défense ;

- des trains de la ligne C du RER (branche C7), à raison[8] d'un train toutes les 30 minutes, sauf aux heures de pointe où la fréquence est d'un train toutes les 15 minutes. Le temps de trajet est d'environ 3 minutes depuis Saint-Quentin-en-Yvelines et 1 heure 46 minutes depuis Saint-Martin-d'Étampes.

### Intermodalité

#### Correspondances
Depuis le 6 juillet 2022, la gare est en correspondance avec la ligne 13 du tramway d'Île-de-France (T13), dont elle est le terminus sud. Le point d'arrêt du T13, situé à proximité de la gare, est en accès libre contrairement à cette dernière. La longueur du quai central est d'environ deux fois celle des rames Citadis Dualis utilisées sur la ligne.
La gare est desservie par les lignes 6252, 6253 et 6254 du réseau de bus Grand Versailles de façon directe et, à distance, au niveau du pôle République par les lignes 6211, 6240 et 6288 du même réseau, par les lignes 5102, 5134 du réseau de bus de Saint-Quentin-en-Yvelines, par la ligne 5288 du réseau de bus Centre et Sud Yvelines et, la nuit, par la ligne N161 du réseau Noctilien.

#### Stationnement
Un parking pour les véhicules et les vélos y est aménagé.

## Galerie de photographies

Galerie de photographies
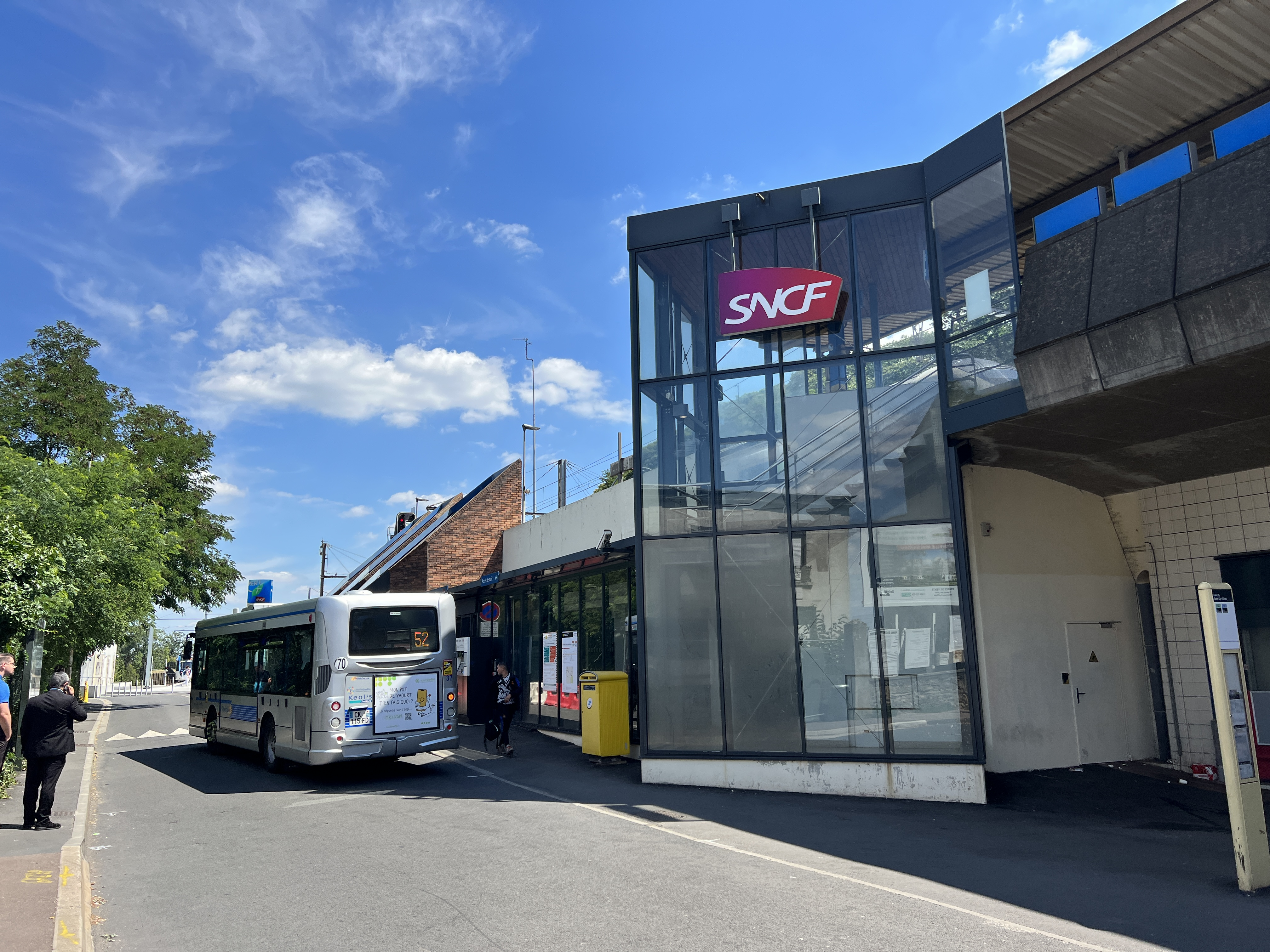
La gare.
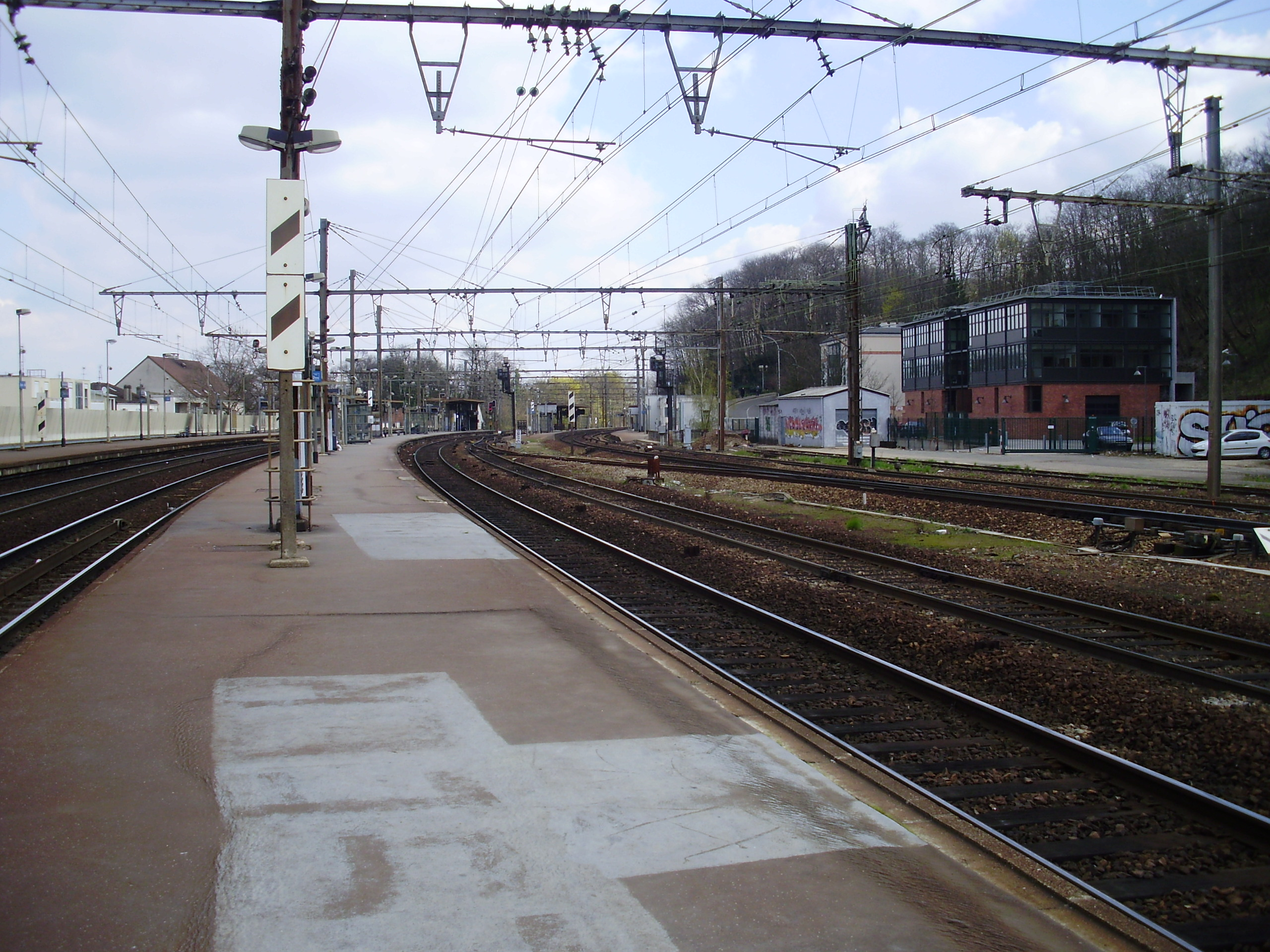
Les quais.
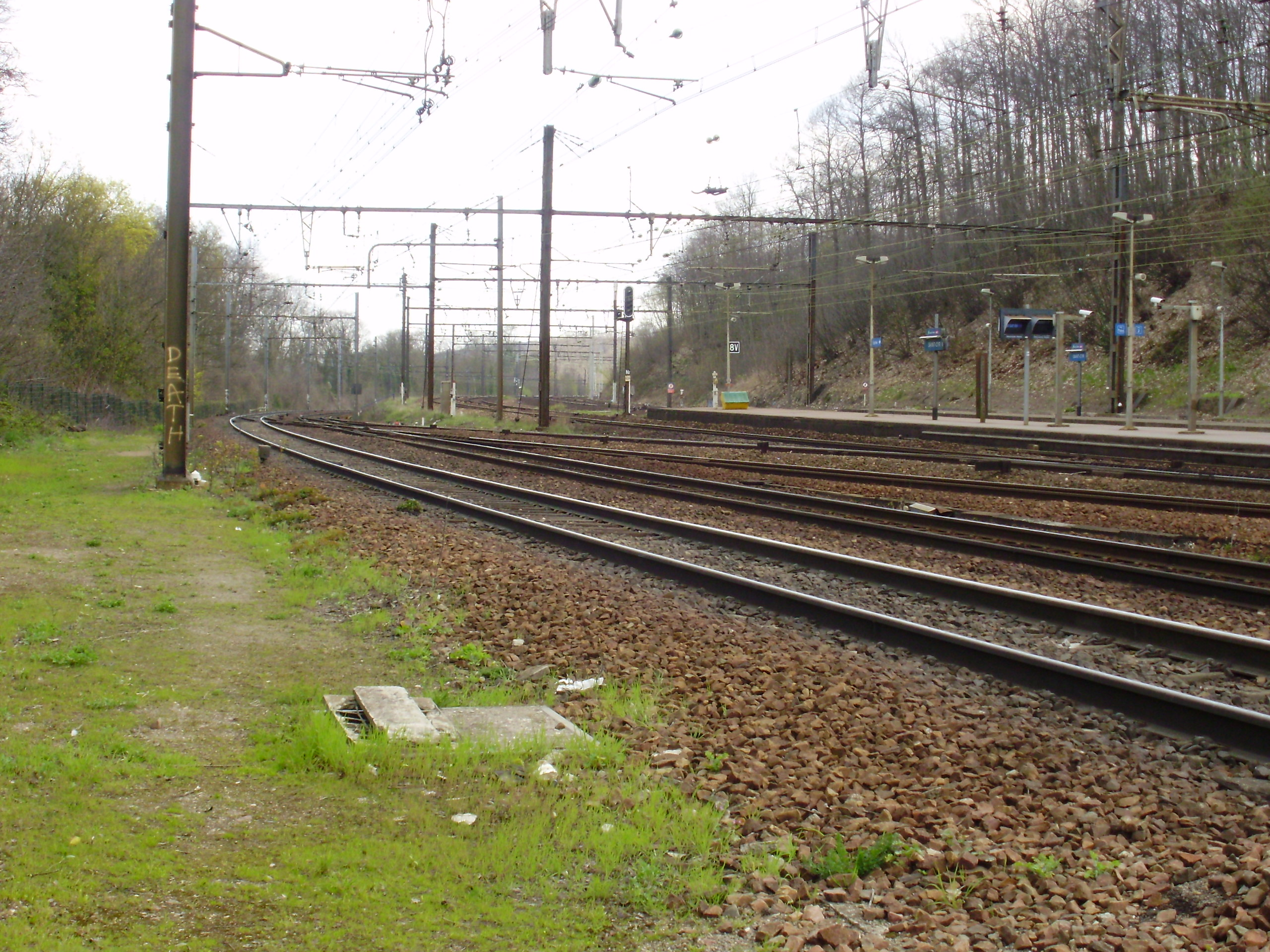
Vue vers Versailles-Chantiers.
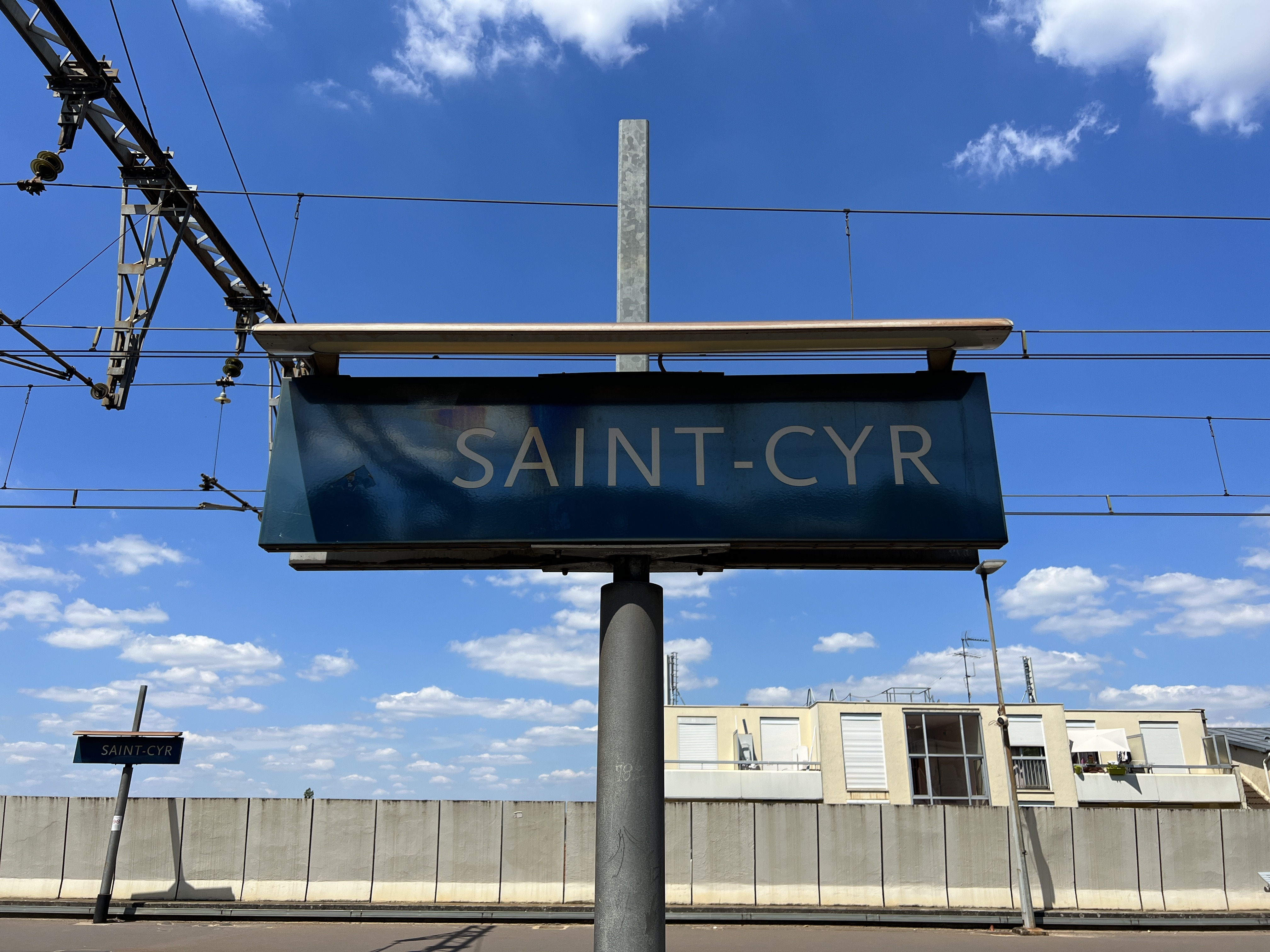
Panneau indiquant le nom de la gare.
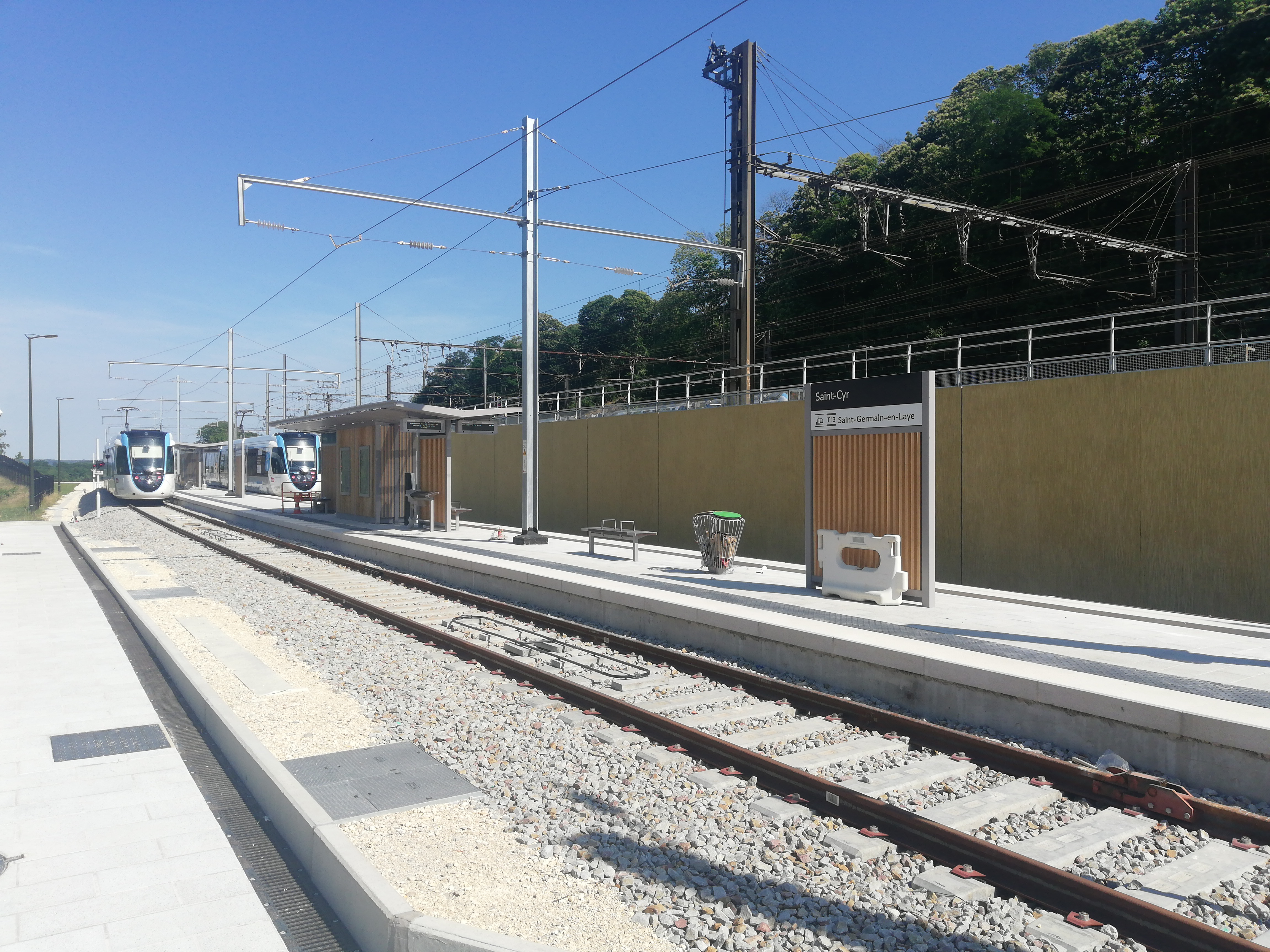
La station terminus du T13.